# Isakalilo
Isakalilo ist ein Verwaltungsbezirk (englisch Ward) des Distrikts Iringa (MC) in der tansanischen Region Iringa.

## Geografie
Isakalilo liegt im südlichen Hochland von Tansania, es ist ein Stadtteil im Westen der Regionshauptstadt Iringa. Er grenzt im Norden an Kiwere, im Nordosten an Mkwawa und Mwangata, im Osten an Mlandege, im Südosten an Kitwiru und im Südwesten und im Westen an Kalenga. Bei der Volkszählung 2022 lebten 20.859 Menschen in 5705 Haushalten auf einer Fläche von 38 Quadratkilometern.

## Bevölkerungswachstum
| Isakalilo: Einwohnerzahlen von 1988 bis 2022 | Isakalilo: Einwohnerzahlen von 1988 bis 2022 | Isakalilo: Einwohnerzahlen von 1988 bis 2022 | Isakalilo: Einwohnerzahlen von 1988 bis 2022 | Isakalilo: Einwohnerzahlen von 1988 bis 2022 |
| -------------------------------------------- | -------------------------------------------- | -------------------------------------------- | -------------------------------------------- | -------------------------------------------- |
| Jahr                                         |                                              |                                              |                                              | Einwohner                                    |
| 1988                                         | 1988                                         |                                              | 903                                          | 903                                          |
| 2002                                         | 2002                                         |                                              | 5.518                                        | 5.518                                        |
| 2012                                         | 2012                                         |                                              | 9.188                                        | 9.188                                        |
| 2022                                         | 2022                                         |                                              | 20.859                                       | 20.859                                       |
| Quelle(n):                                   |                                              |                                              |                                              |                                              |

## Gliederung
Der Bezirk besteht aus neun Stadtteilen (swahili Mtaa):
- Isakalilo
- Kihodombi A
- Kihodombi B
- Kitasengwa
- Njia Panda
- Zizi
- Mtwivila
- Chautinde
- Kisaula

## Infrastruktur
- Bildung: Im Bezirk liegen zwei weiterführende Schulen, die beide privat geführt werden.[9] Die von der römisch-katholischen Kirche geleitete Consolata Iringa Secondary School ist eine Internatsschule bis zur 4. Stufe,[10] die Kitwiru Secondary School bildet Tages- und Internatsschüler bis zur 6. Stufe aus.[11]
- Gesundheit: In Isakalilo gibt es eine öffentliche Apotheke.[12]